# Georges Perseval
Pour les articles homonymes, voir Perseval.
 (juillet 2010).
Si vous disposez d'ouvrages ou d'articles de référence ou si vous connaissez des sites web de qualité traitant du thème abordé ici, merci de compléter l'article en donnant les références utiles à sa vérifiabilité et en les liant à la section « Notes et références ».
Georges Hubert Alexis Perseval est une personnalité militaire française, né le 19 novembre 1920 à Chamery (Marne) et décédé le 10 février 2009 à Rochefort-sur-Mer.
Général de division aérienne, pilote de chasse, il connaîtra une carrière marquée par la Seconde Guerre mondiale, le conflit d'Extrême Orient, la crise du canal de Suez, la modernisation des unités de chasse, du de Havilland Vampire au Mirage III.

## Parcours militaire
- 1938 à 1940 : École spéciale militaire de Saint-Cyr

## Distinctions
- Commandeur de la Légion d'honneur
- Grand Officier de l’Ordre national du Mérite[3]
- Croix de guerre 1939-1945 avec au moins 2 citations l'ordre de l'armée
- Croix de guerre des Théâtres d'opérations extérieurs
- Médaille de l'Aéronautique
- Ordre royal du Cambodge

## voir aussi
Généalogie du Général PERSEVAL